# Người Haiti
Người Haiti (tiếng Pháp: Haïtiens, tiếng Creole Haiti: Ayisyen) là công dân của Haiti và con cháu của họ trong cộng đồng người Haiti.

## Định nghĩa
Theo Hiến pháp Haiti, một công dân Haiti là:
Bất cứ ai, bất kể họ sinh ra ở đâu, đều được coi là người Haiti nếu mẹ hoặc cha của họ là công dân sinh ra ở Haiti. Một người sinh ra ở Haiti có thể tự động nhận quyền công dân.
Một người nước ngoài sống ở Haiti, người đã có một thời gian cư trú Haiti liên tục trong năm năm có thể nộp đơn xin quốc tịch và sẽ có quyền bỏ phiếu, nhưng không đủ điều kiện để giữ văn phòng công cộng cho đến năm năm sau ngày nhập tịch, ngoại trừ những văn phòng được bảo lưu cho người Haiti bản địa theo luật Hiến pháp.